# Naemia
Genre
Naemia est un genre d'insectes coléoptères de la famille des coccinelles.

## Systématique
Le genre Naemia a été créé en 1850 par l'entomologiste, ornithologue et bibliothécaire français Étienne Mulsant (1797-1880).

## Liste d'espèces
Selon ITIS (12 mars 2022) et NCBI (12 mars 2022):
- Naemia seriata (Melsheimer, 1847)